# Poniklica
Poniklica [pɔniˈklit͡sa] est un village polonais de la gmina de Knyszyn dans le powiat de Mońki et dans la voïvodie de Podlachie. Il se situe à environ 5 kilomètres à l'est de Knyszyn, à 16 kilomètres au sud-est de Mońki et à 26 kilomètres au nord-ouest de Bialystok. 

## Géographie

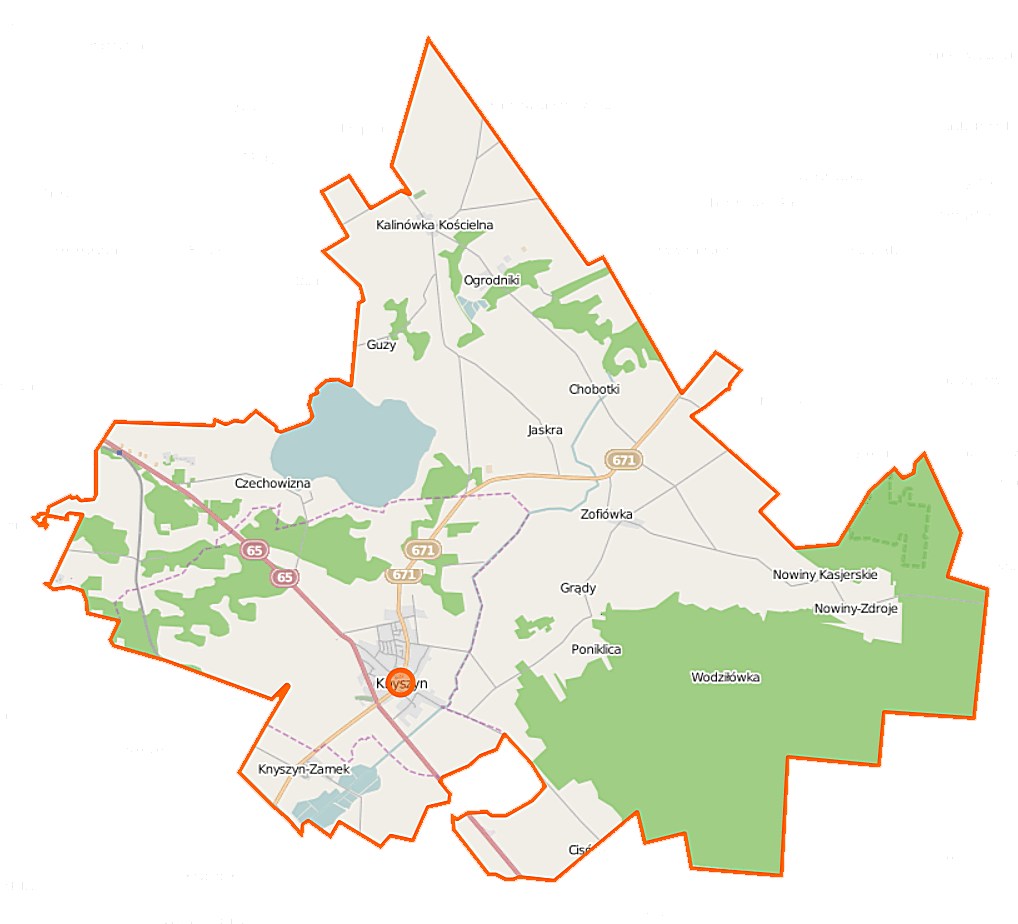
Carte de la gmina de Knyszyn.